# 석유코크스

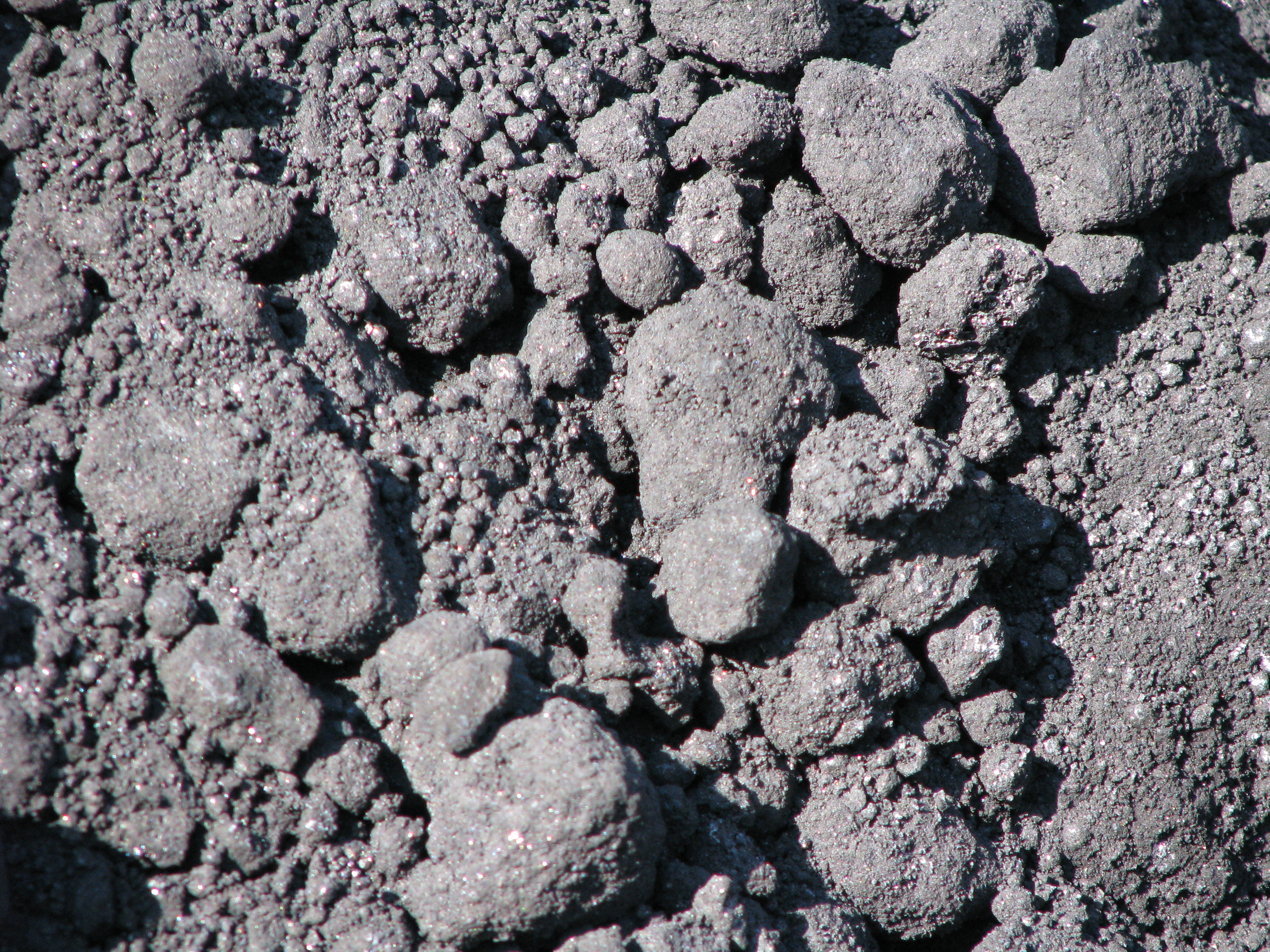

석유코크스(Petroleum coke) 또는 펫코크(petcoke)는 탄소가 풍부히 함유된 고체 물질로, 석유 정제를 통해 나오는 물질이다. 코크스로 불리는 연료 그룹의 한 유형이다. 펫코크는 특히 최종 크래킹 공정에서 비롯되는 코크이다.
펫코크의 80% 이상은 탄소이고, 연소 시 에너지 당 단위 기반으로 볼 때 석탄 대비 5%~10%의 이산화 탄소를 발산한다. 펫코크가 더 많은 에너지 함량을 갖고 있지만 펫코크는 무게 단위 면에서 석탄 대비 30~80% 더 많은 이산화 탄소를 배출한다.

## 같이 보기
- 코크스
- 타르